# Hungarian Juniors 2015
Die Hungarian Juniors 2015 fanden als bedeutendstes internationales Nachwuchsturnier von Ungarn im Badminton vom 12. bis zum 15. Februar 2015 in Pécs statt. Es war die neunte Auflage der Veranstaltung.

## Sieger und Platzierte
| Disziplin    | Gold                            | Silber                               | Bronze                                  |
| ------------ | ------------------------------- | ------------------------------------ | --------------------------------------- |
| Herreneinzel | Vincent Medina                  | Dragoslav Petrović                   | Vladimir Shishkov                       |
| Herreneinzel | Vincent Medina                  | Dragoslav Petrović                   | Toma Junior Popov                       |
| Dameneinzel  | Aliye Demirbağ                  | Dorotea Sutara                       | Mariya Mitsova                          |
| Dameneinzel  | Aliye Demirbağ                  | Dorotea Sutara                       | Kader İnal                              |
| Herrendoppel | Toma Junior Popov Thomas Vallez | Aleksander Jabłoński Paweł Śmiłowski | Mateusz Biernacki Przemysław Szydłowski |
| Herrendoppel | Toma Junior Popov Thomas Vallez | Aleksander Jabłoński Paweł Śmiłowski | Fethican Değirmenci Ahmetcan Oruç       |
| Damendoppel  | Fatma Nur Yavuz Kader İnal      | Magdaléna Lajdová Tereza Švábíková   | Bengisu Erçetin Nazlıcan İnci           |
| Damendoppel  | Fatma Nur Yavuz Kader İnal      | Magdaléna Lajdová Tereza Švábíková   | Katarina Galenić Maja Pavlinić          |
| Mixed        | Thomas Vallez Joanna Chaube     | Melih Turgut Fatma Nur Yavuz         | Michal Hubáček Monika Světničková       |
| Mixed        | Thomas Vallez Joanna Chaube     | Melih Turgut Fatma Nur Yavuz         | Vincent Medina Verlaine Faulmann        |